# Seleman Ilir
Seleman Ilir is een bestuurslaag in het regentschap Empat Lawang van de provincie Zuid-Sumatra, Indonesië. Seleman Ilir telt 1223 inwoners (volkstelling 2010).